# Dookie (Australia)
Dookie – miasto w Australii, w stanie Wiktoria.